# Kristjan Asllani
Kristjan Asllani (sinh ngày 9 tháng 3 năm 2002) là một cầu thủ bóng đá chuyên nghiệp người Albania, chơi ở vị trí tiền vệ trung tâm cho câu lạc bộ Serie A Inter Milan và Đội tuyển bóng đá quốc gia Albania.